# Pulse (álbum)
Pulse —estilizado P•U•L•S•E— es el tercer álbum en vivo y el cuarto doble de la banda británica de rock progresivo Pink Floyd. Se grabó entre el 17 de agosto y el 23 de octubre de 1994 en presentaciones en el HDI-Arena, la festa de l'Unità, los estudios Cinecittà y el Centro de Exhibiciones Earl's Court londinense, durante la gira de The Division Bell Tour. Se publicó el 5 de junio del siguiente año a través del sello EMI Records, en Reino Unido, y mediante Columbia Records en los Estados Unidos. La producción estuvo a cargo de James Guthrie y el miembro de Pink Floyd David Gilmour.
Se trata de un álbum recopilatorio donde figuran todos los temas de The Dark Side of the Moon y otros como «Shine on You Crazy Diamond», «Comfortably Numb» o «Wish You Were Here» —lanzado como sencillo—, y recibió críticas enfocadas en la escasa innovación de sus pistas con respecto a las originales. En este sentido, el periodista de Rolling Stone Rob O'Connor escribió que únicamente «A Great Day For Freedom» supera en calidad a su versión original, mientras que Stephen Thomas Erlewine, de Allmusic, dijo: «Pink Floyd toca sus grandes éxitos y sus nuevos temas hábilmente, pero las versiones apenas difieren de las grabaciones originales, lo que convierte a P•U•L•S•E en una experiencia poco entusiasta».
Se lanzó en formato de disco compacto junto con un cuadernillo de tapa dura y un led rojo al costado de la caja, el cual parpadeaba similar al puso del corazón escuchado en la canción «Speak to Me». La edición de casete presenta dos canciones adicionales: «One of These Days» y «Soundscape», una pieza ambiental que concluye el disco.
Acompañado del lanzamiento del álbum, se publicó en VHS y Laserdisc el filme P•U•L•S•E Live que recopila videos de la presentación del grupo en el Centro de Exhibiciones Earl's Court el 20 de octubre de 1994 en Londres. En 2006 el filme fue reeditado y lanzado en un DVD doble disco que además de incluir el concierto con ligeras modificaciones en su edición, incluye material extra como canciones no aparecidas en el filme, las películas proyectadas durante las canciones (todas con la vista del círculo que la banda usaba como pantalla en los conciertos). el comercial del lanzamiento del álbum, etc. A finales de 2019 la banda lanzó material inédito de P•U•L•S•E dentro de la caja recopilatoria The Later Years.

## Lista de canciones

### Disco 1
| N.º | Título                                                                                     | Escritor(es)                                  | Vocalista(s)        | Duración |  |
| 1.  | «Shine on You Crazy Diamond Parte I–V, VII» (Earl's Court, Londres, 20 de octubre de 1994) | David Gilmour, Roger Waters y Richard Wright  | Gilmour             | 13:35    |  |
| 2.  | «Astronomy Domine» (Earl's Court, Londres, 15 de octubre de 1994)                          | Syd Barrett                                   | Gilmour y Wright    | 4:20     |  |
| 3.  | «What Do You Want from Me» (Cinecittá, Roma, 21 de septiembre de 1994)                     | Gilmour, Wright y Polly Samson                | Gilmour             | 4:10     |  |
| 4.  | «Learning to Fly» (Earl's Court, Londres, 14 de octubre de 1994)                           | Gilmour, Anthony Moore, Bob Ezrin y Jon Carin | Gilmour             | 5:16     |  |
| 5.  | «Keep Talking» (Neidersachsenstadion, Hannover, 17 de agosto de 1994)                      | Gilmour, Wright y Samson                      | Gilmour             | 6:52     |  |
| 6.  | «Coming Back to Life» (Earl's Court, Londres, 13 de octubre de 1994)                       | Gilmour                                       | Gilmour             | 6:56     |  |
| 7.  | «Hey You» (Earl's Court, Londres, 13/15 de octubre de 1994)                                | Waters                                        | Gilmour y Carin     | 4:40     |  |
| 8.  | «A Great Day for Freedom» (Earl's Court, Londres, 19 de octubre de 1994)                   | Gilmour y Samson                              | Gilmour             | 4:30     |  |
| 9.  | «Sorrow» (Cinecittá, Roma, 20 de septiembre de 1994)                                       | Gilmour                                       | Gilmour             | 10:49    |  |
| 10. | «High Hopes» (Earl's Court, Londres, 20/21 de octubre de 1994)                             | Gilmour y Samson                              | Gilmour             | 7:52     |  |
| 11. | «Another Brick in the Wall (Part II)» (Earl's Court, Londres, 20 de octubre de 1994)       | Waters                                        | Gilmour y Guy Pratt | 7:08     |  |

### Disco 2
| N.º | Título | Escritor(es)                    | Vocalista(s)                                | Duración |  |
| 1.  | «Speak to Me» (Cinecittá, Roma, 20 de septiembre de 1994) | Mason                           | Instrumental                                | 2:30     |  |
| 2.  | «Breathe» (Earl's Court, Londres, 20 de octubre de 1994) | Gilmour, Waters y Wright        | Gilmour                                     | 2:33     |  |
| 3.  | «On the Run» (Earl's Court, Londres, 20 de octubre de 1994)                                                                                                  | Gilmour y Waters                | Instrumental                                | 3:48     |  |
| 4.  | «Time» (Ex-Area Mercato Bastiame, Módena, 17 de septiembre de 1994; Cinecittá, Roma, 20 de septiembre de 1994; Earl's Court, Londres, 20 de octubre de 1994) | Gilmour, Waters, Wright y Mason | Gilmour y Wright                            | 6:47     |  |
| 5.  | «The Great Gig in the Sky» (Earl's Court, Londres, 20 de octubre de 1994)                                                                                    | Wright y Clare Torry            | Sam Brown, Durga McBroom y Claudia Fontaine | 5:52     |  |
| 6.  | «Money» (Ex-Area Mercato Bastiame, Módena, 17 de septiembre de 1994; Earl's Court, Londres, 20 de octubre de 1994)                                           | Waters                          | Gilmour                                     | 8:54     |  |
| 7.  | «Us and Them» (Earl's Court, Londres, 20 de octubre de 1994)                                                                                                 | Waters y Wright                 | Gilmour                                     | 6:58     |  |
| 8.  | «Any Colour You Like» (Earl's Court, Londres, 23 de octubre de 1994)                                                                                         | Gilmour, Wright y Mason         | Instrumental                                | 3:21     |  |
| 9.  | «Brain Damage» (Earl's Court, Londres, 19 de octubre de 1994)                                                                                                | Waters                          | Gilmour                                     | 3:46     |  |
| 10. | «Eclipse» (Earl's Court, Londres, 19 de octubre de 1994) | Waters                          | Gilmour                                     | 2:38     |  |
| 11. | «Wish You Were Here» (Cinecittá, Roma, 20 de septiembre de 1994)                                                                                             | Gilmour y Waters                | Gilmour                                     | 6:35     |  |
| 12. | «Comfortably Numb» (Earl's Court, Londres, 20 de octubre de 1994)                                                                                            | Gilmour y Waters                | Gilmour y Wright                            | 9:29     |  |
| 13. | «Run Like Hell» (Earl's Court, Londres, 15 de octubre de 1994)                                                                                               | Gilmour y Waters                | Gilmour y Pratt                             | 8:36     |  |

### Pistas adicionales en edición de casete
| N.º | Título                                                                | Escritor(es)                         | Vocalista(s) | Duración |  |
| 1.  | «One of These Days» (Earl's Court, Londres, 16/20 de octubre de 1994) | Gilmour, Waters, Wright y Nick Mason | Instrumental | 6:51     |  |
| 2.  | «Soundscape» (Pieza ambiental antes de los conciertos)                | Gilmour, Wright y Mason              | Instrumental | 22:00    |  |

## Personal
Pink Floyd
- David Gilmour – voz principal, guitarras
- Nick Mason – batería, percusión
- Richard Wright – teclados, coros, voces

Músicos adicionales
- Guy Pratt – bajo, coros, voz
- Jon Carin – teclados, coros, voz
- Sam Brown – coros, voz
- Durga McBroom – coros, voz
- Claudia Fontaine – coros, voz
- Tim Renwick – guitarra, coros
- Dick Parry – saxofón
- Gary Wallis – percusión

## Listas y certificaciones
| País (Lista 1995)                         | Mayor posición |
| ----------------------------------------- | -------------- |
| Alemania                                  | 1              |
| Australia                                 | 1              |
| Austria                                   | 1              |
| Bélgica Flandes                           | 1              |
| Bélgica Valonia                           | 2              |
| Canadá                                    | 1              |
| Estados Unidos (Billboard 200)            | 1              |
| Finlandia                                 | 11             |
| Nueva Zelanda                             | 1              |
| Noruega                                   | 1              |
| Países Bajos                              | 1              |
| UK Albums Chart (Official Charts Company) | 1              |

| País (Lista 1995) | Posición |
| ----------------- | -------- |
| Alemania          | 18       |

| País (organismo certificador) | Certificación |
| ----------------------------- | ------------- |
| Argentina (CAPIF)             | Oro           |
| Alemania (BVMI)               | Platino       |
| Australia (ARIA)              | 14× Platino   |
| Austria (IFPI Austria)        | Platino       |
| Bélgica (BEA)                 | Oro           |
| Brasil (PMB)                  | 2× Platino    |
| Canadá (MC)                   | 3× Platino    |
| Estados Unidos (RIAA)         | Platino       |
| Europa (IFPI)                 | Platino       |
| Finlandia (IFPI Finlandia)    | Oro           |
| Francia (SNEP)                | Platino       |
| Italia (FIMI)                 | Oro           |
| Nueva Zelanda (RIANZ)         | Platino       |
| Polonia (ZPAV)                | Platino       |
| Suiza (IFPI Suiza)            | Platino       |